# 签派员
签派员或調度員（Dispatcher），是某些组织机构中负责接收和发送可靠的消息、跟踪车辆和设备、以及记录其他重要信息的一个或几个重要的人员。在公共服务组织中如警察、消防部门、邮政部门，商业机构中如出租车公司、货运公司及航空公司等，需要签派员整理和传递信息，以协调组织机构整体的活动。

## 飞行签派员
负责航空器管理的飞行签派员工作与空管类似，每个飞行签派员都受雇于某个航空公司，其职责就是保证本公司各类飞行任务按计划完成。

## 警务調度員
警务調度員一般负责调度不同轄区的警察彼此沟通、相互协作完成任务。 若一个较大案件需要两个城市的警察协作，調度員需要负责协调双方的人员、车辆等资源的调配。